# Premio letterario Orient-Express
Il premio letterario Orient-Express è nato a Roma nel 1989, in un ristorante dall'omonimo nome in Trastevere e arredato come l'omonimo treno, per iniziativa di Ornella Palumbo e Francesco Castronuovo. La sua periodicità è annuale, le sezioni sono: "Poesia o narrativa", "Saggistica", "Opera prima". 

## Giuria
La giuria è attualmente composta da: Walter Pedulla (presidente), Ornella Palumbo {coordinamento e segreteria), Beatrice Alfonzetti, Maria Pia Ammirati, Silvana Cirillo, Paolo Guzzi, Mario Lunetta, Renato Minore, Giuliana Morandini, Giuseppe Neri, Lamberto Pignotti, Claudio Rendina, Mario Verdone.

## Vincitori
Tra i vincitori: Toti Scialoja, Marcello Carlino, Lucio Villari, Paolo Volponi, Michele Perriera, Vittorio Sermonti, Franco Falasca, Elio Filippo Accrocca, Anna Malfaiera, Renzo Rosso, Cinzia Tani, Antonio Cederna, Marcello Frixione, Francesco Burdin, Gillo Dorfles, Roberto Sanesi, Franco Cavallo, Laura Lilli, Vito Riviello, Giuseppe Bonura, Gianni Borgna, Tommaso Ottonieri, Chiara Gamberale, Tomaso Binga, Piero Sanavio, Francesco Leonetti, Valerio Magrelli, Elio Pagliarani, Giovanni Floris, Vincenzo Cerami, Francesco Muzzioli, Aldo Rosselli, Franca Valeri, Pierfrancesco Paolini, Beppe Sebaste, Matteo Nucci